# San Diego–Tijuana

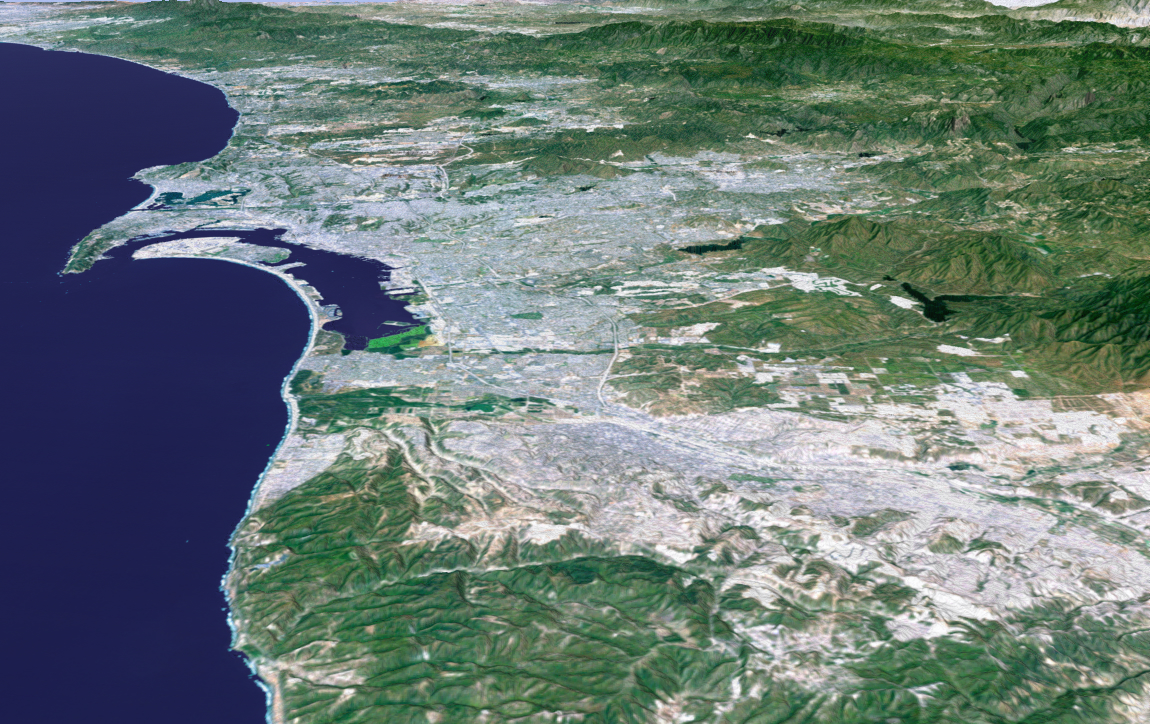
San Diego-Tijuana vanuit de ruimte

San Diego–Tijuana is een internationale metropool in Noord-Amerika verdeeld tussen de steden San Diego en Tijuana. Het is bekend om zijn cultuur, geschiedenis, toerisme, en technologische innovaties. De bevolking in 2010 was 5.105.769.